# Друга бригада 33. дивизије НОВЈ
Друга (мославачка) бригада 33. дивизије НОВЈ формирана је 19. јануара 1944. године на територији Мославине од 3. и 4. батаљона Друге бригаде Друге оперативне зоне НОВ и ПО Хрватске и 3. батаљона Бјеловарског НОП одреда. Имала је три батаљона јачине 668 бораца.

## Борбени пут бригаде
До краја јануара водила је борбе са немачким снагама у Мославини и бјеловарском округу, и то код села Грабровца, Дабца, Липовца, Оборова, Хабјановца, Репинца, Св. Ивана Жабна, Ровишћа, Подгорића, Клоштар-Иванића, Крижеваца, Горњег Крижа, Худовљана, Копривнице, Хрсова, Збеговачке и других места. Истакла се 28. јануара при заузимању Св. Ивана Жабна. Њене јединице претрпеле су велике губитке 10. марта код Српске Капеле од немачког бомбардовања и 29. марта код Оборова приликом напада јаких немачких и усташко-домобранских снага. Током битке погинуло је 152 бораца из бригаде. У априлу је због тога била попуњена борцима јачине једног батаљона, из састава Мославачког НОП одреда.
Значајније акције у наредном периоду биле су заузимање Махова 10. августа, Хлебина 3. новембра, Петеранца 16. новембра, учешће у заузимању Клоштра 5. октобра, Доњег Гудовца и Великог Коренова 2. децембра и  Батине и Хусаина 7/8. децембра.
Њене јединице испољиле су нарочиту активност у диверзијама на железничким комуникацијама. Тако је само 17. и 27. јуна и 21. јула железничка пруга Загреб-Банова Јаруга порушена на 537 места, 12. јуна, 16/17. јула пруга Дуго Село-Крижевци на 131 месту и  7. јула пруга Крижевци-Бјеловар на 52 места. Средином децембра 1944. бригада је имала 1171 борца.
У јануару 1945. водила је жестоке борбе у Подравини у одбрани Вировитичког мостобрана, почетком фебруара на подручју Дарувара, а 27. фебруара заузела је Гарешницу. Од 8. до 17. марта учествовала је у одбијању напада немачких и усташко-домобранских снага на слободну територију Мославине, 18. марта у нападу на Томаш и Преспу, 22. марта водила је борбе у рејону Великог Грђевца, павловца и велике Јасеноваче, а 16. априла одбила је непријатељев напад код села Чечавца. У првој половини маја 1945. учествовала је у борбама за коначно ослобођење Мославине.
Одликована је Орденом заслуга за народ.